# Проконсул
Проко́нсул (лат. proconsul, от pro — вместо и consul — консул) — государственная должность в Древнем Риме периодов республики и империи, а также в Византии. Проконсулы обладали властью консулов (часто только на ограниченной территории), но, в отличие от консулов, не избирались на эту должность собранием по центуриям (лат. comitia centuriata). Впервые эту должность учредили для Клавдия Марцелла, которому во время Второй Пунической войны по истечении его консульских полномочий было сохранено положение главнокомандующего. Впоследствии основной ролью проконсулов было управление провинциями.

## В Древнем Риме

### Временное исполнение обязанностей консула
В случаях, когда обязанности консула исполняли лица, не избранные на эту должность, говорилось, что они действуют pro consule. Примером таких ситуаций может служить временное замещение консула претором в случае отсутствия обоих консулов в Риме, а также временное исполнение обязанностей консулом, командующим войсками вне Рима после истечения срока полномочий (с разрешения Сената).

### Проконсулы и управление провинциями
Основной ролью проконсулов в поздней республике было управление провинциями. Власть проконсула была аналогична власти консула с тем отличием, что она распространялась только на ту провинцию, в которую проконсул назначен. В зависимости от статуса провинции, она могла управляться также промагистратом более низкого ранга — пропретором.
Проконсулы, управляющие провинциями, назначались на должность Сенатом из числа бывших консулов. Обычно срок полномочий проконсула, управляющего провинцией, составлял один год, но иногда полномочия продлевались.
После реформ Августа все провинции были поделены на сенатские и императорские, кроме Египта, который считался личным владением императора. Из всех сенатских провинций проконсулы управляли только Африкой и Азией, остальными сенатскими провинциями управляли пропреторы. Императорскими провинциями управляли наместники императора (лат. legati Caesaris pro praetore).
Император также обладал властью проконсула (imperium proconsulare) на территории всей Римской империи.

### Известные проконсулы
- Сципион Африканский был проконсулом Испании в 211—206 гг. до н. э. и проконсулом Африки в 204—201 гог. до н. э.
- Гай Юлий Цезарь был проконсулом Цизальпийской Галлии в период с 58 по 49 г. до н. э.
- Марк Лициний Красс был проконсулом Сирии в период с 55 г. до н. э. до своей смерти в 53 г. до н. э.
- Гней Помпей Великий был проконсулом Испании в период с 55 по 50 г. до н. э.
- Димитрий Солунский был проконсулом Фессалоникийской области в 305—306 гг. н. э.

## В Византии
В византийской табели о рангах должности проконсула соответствовала должность анфипата (др.-греч. ἀνθύπατος от др.-греч. ἀντί (ἀνθ᾽) — вместо и др.-греч. ὕπᾰτος — высочайший, властелин, консул)